# Acritus atomus
Acritus atomus är en skalbaggsart som beskrevs av J. L. Leconte 1853. Acritus atomus ingår i släktet Acritus och familjen stumpbaggar. Inga underarter finns listade i Catalogue of Life.